# GSC3696-2409
GSC3696-2409 — хімічно пекулярна зоря спектрального класу A3, що має видиму зоряну величину в смузі V приблизно 11,4.